# KRI Nanggala (402)
KRI Nanggala (402) — дизельно-електричний атакувальний підводний човен ВМС Індонезії, одне з двох суден класу Cakra, використовує конструкцію типу 209. 21 квітня 2021 року зник у глибоких водах на північ від Балі під час торпедного тренування.
Субмарина Nanggala була замовлена в 1977 році, запущена в 1980 році й введена в експлуатацію в 1981 році. Човен проводив операції збору розвідданих в Індійському океані та навколо Східного Тимору та Нунукана. Брав участь у військово-морських навчаннях CARAT та проводив комунікаційні навчання PASSEX з USS Oklahoma City. Капітальний ремонт був проведений у 2012 році.
Nanggala був оголошений зниклим безвісти 21 квітня 2021 року під час перебування під водою, через кілька годин після втрати зв'язку з наземним персоналом. Човен брав участь у торпедних навчаннях і саме вистрілив торпеду, після чого зник. На пошук човна було відправлено кілька індонезійських та іноземних суден.

## Ім'я
Човен названий на честь Нангали, божественного і потужного короткого списа, що належить Прабу Баладеві, частому персонажу у ляльковому театрі ваянг. (Баладева — старший брат Кресни. ) Сама зброя зображена на значку підводного човна.

## Історія

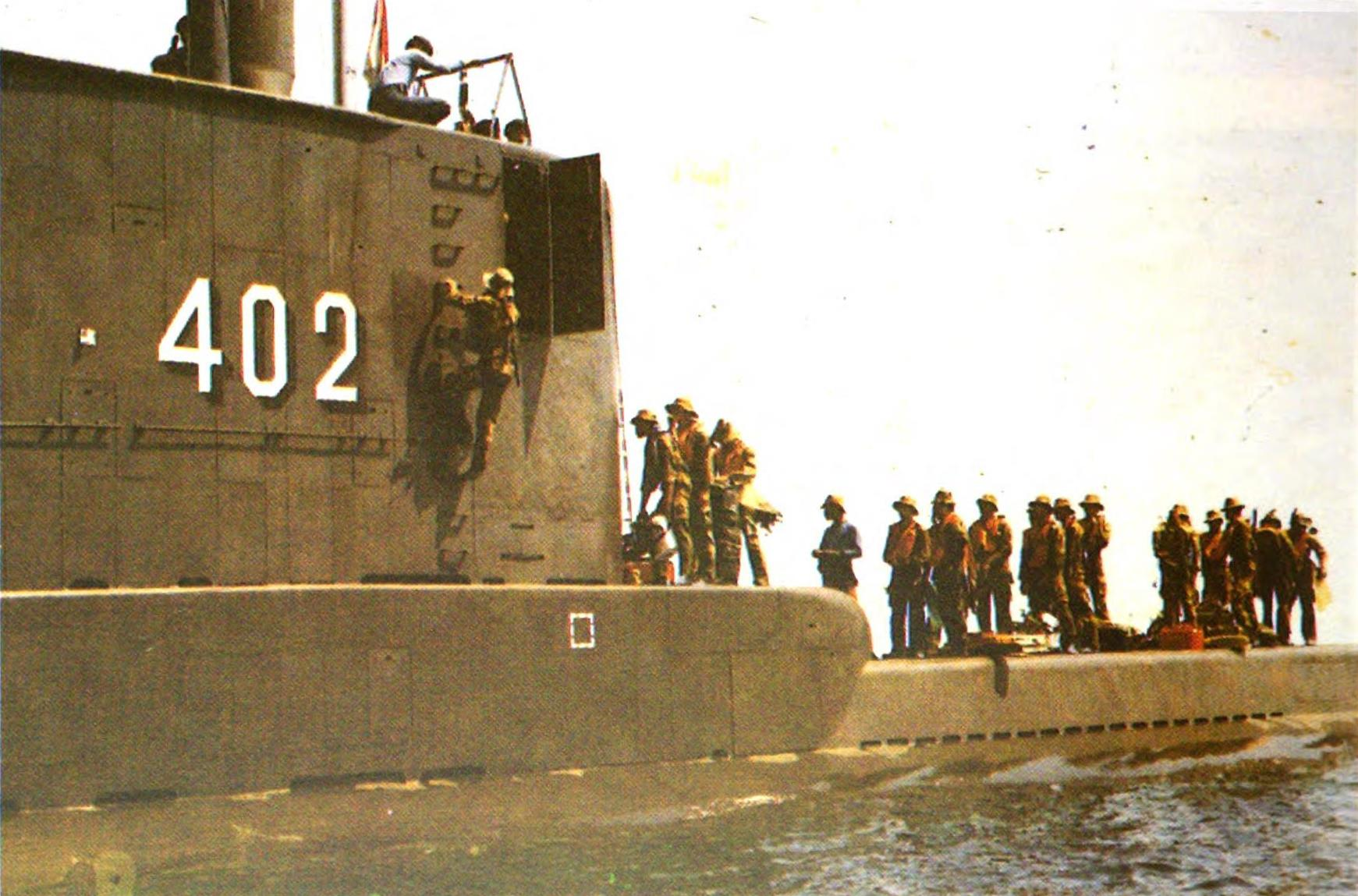
Тренування біля Східного Калімантану, 1992 рік

KRI Nanggala був замовлений 2 квітня 1977 р. Будівництво човна було частиною кредиту розміром 625 мільйонів доларів від західнонімецького уряду урядові Індонезії, за умовами якого близько 100 мільйонів доларів були витрачені на два кораблі класу Cakra, Nanggala та Cakra. Човен спроектувала компанія Ingenieurkontor Lübeck з Любека, побудовано його на Howaldtswerke-Deutsche Werft у місті Кіль, а продано Ferrostaal з Ессена — всі ці компанії виступали разом в ролі західнонімецького консорціуму. Човен був закладений у березні 1978 р. і завершений 6 липня 1981 р. Вперше Нанггалу показали публіці на святкуванні 36-ї річниці Національної армії Індонезії 5 жовтня 1981 року, а через шістнадцять днів човен увів в експлуатацію міністр оборони та безпеки генерал Мохаммад Юсуф. Cakra і Nanggala були єдиними активними підводними човнами у ВМС Індонезії після виведення з експлуатації KRI Pasopati в 1994 році і до введення в експлуатацію KRI Nagapasa в 2017 році.
Підводний човен Нанггала брав участь у кількох військово-морських навчаннях, у тому числі в навчаннях CARAT у 2002 та 2015 рр.  У 2004 р. човен брав участь у Спільних навчаннях морських операцій, що проводились в Індійському океані, під час яких він потопив KRI Rakata, списаний індонезійський корабель, спущений на воду у 1942 році У серпні 2012 року човен провів навчання з комунікації разом з USS Oklahoma City, у супроводі KRI Diponegoro (365) і вертольота Bölkow-Blohm.
Підводний човен провів ряд операцій зі збору розвідувальних даних у водах навколо Індонезії, включаючи одну в Індійському океані з квітня по травень 1992 року, та іншу навколо Східного Тимору з серпня по жовтень 1999 року, в якій човен відстежував рухи Міжнародних сил Східний Тимор після їх висадки в регіоні.  Крім того, після участі індонезійського човна KRI Tedong Naga (819) та малайзійського KD Rencong у незначному зіткненні у водах поблизу Нунукана (Східний Калімантан), Нанггалі було доручено розвідку, проникнення та полювання на стратегічні цілі у районі упродовж травня 2005 року.
У 1989 році човен Нанггала пройшов ремонт в Howaldtswerke. Приблизно через два десятиліття човен був повністю переобладнаний у Південній Кореї компанією Daewoo Shipbuilding & Marine Engineering (DSME); переобладнання тривало упродовж двох років і було завершене в січні 2012 р.   Вартість переробки коштувала 63,7 млн доларів США: замінили більшу частину верхньої конструкції підводного човна та модернізували його озброєння, гідролокатор, радіолокатор, системи бойового управління та рушія.  Після ремонту Нанггала став здатним одночасно стріляти чотирма торпедами по чотирьох різних цілях і запускати протикорабельні ракети, такі як Екзосет або Гарпун. Його глибина безпечного занурення була збільшена до 257 метрів, а максимальна швидкість — з 21,5 вузла (39,8 км/год) до 25 вузлів (46 км/год).
У 2016 році підводний човен був оснащений системою ехолота KULAÇ, виробленою турецькою оборонною корпорацією ASELSAN.

## Зникнення у 2021
21 квітня 2021 року командувач Індонезійськими національними збройними силами маршал повітряних сил Хаді Тьях'янто повідомив, що човен Нанггала вважають зниклим у водах близько 95 км на північ від Балі.
Згодом військово-морські сили надіслали виклик до Міжнародного посередницького бюро з врятування та порятунку підводних човнів, щоб повідомити про зникнення човна та, ймовірно, його потоплення. Військово-морський флот заявив, що цілком можливо, що Нанггала зазнала аварійного відключення електроенергії і провалення на глибину 600—700 м. Речник ВМС Джуліус Віджойоно повідомив, що Nanggala здатний занурюватися на глибину до 500 м. Найглибші райони Балійського моря складають понад 1500 м нижче рівня моря.
На момент зникнення, на борту Нанггали було 53 людини, у тому числі 49 членів екіпажу, один командир та три спеціалісти з питань озброєння. Найвищим рангом морського офіцера на підводному човні був полковник Гаррі Сетяван, командир підводного підрозділу 2-го командування флоту. Разом з ним були його підлеглі підполковник Гері Октавіан, командир підводного човна, та Ірфан Сурі, офіцер Служби зброних матеріалів та електроніки.
Військово-морський флот негайно відрядив три військові кораблі, KRI Diponegoro, KRI Raden Eddy Martadinata та KRI I Gusti Ngurah Rai, на пошуки Нанггали. Віджойоно заявив, що човен шукає також команда водолазів. Міністерство оборони заявило, що уряди Австралії, Сінгапуру та Індії відповіли на їхні прохання про допомогу. Військово-морський флот Республіки Сінгапур та Королівський флот Малайзії відрядили на місце події свої підводні рятувальні судна, MV Swift Rescue та MV Mega Bakti відповідно. Станом на четвер 22 квітня флот розмістив у районі шість додаткових кораблів: KRI Dr. Soeharso, KRI Hasan Basri, KRI Karel Satsuit Tubun, KRI Singa, KRI Hiu та KRI Layang.
Свою допомогу запропонували також інші країни, включаючи Німеччину, Францію, Росію, Туреччину та Таїланд.

## Командири
- Морський майор (лейтенант-командер) Мухаммад Алі[id] (2004–2006[39])
- Морський майор Віраван Аді Прасетья (2013 – 16 травня 2014 р.[40])
- Морський майор Гаррі Сетяван (16 травня 2014 р. – 8 грудня 2015 р.[41])
- Морський підполковник (командер) Відя Поервандану (8 грудня 2015 р. – 29 вересня 2016 р.[42])
- Підполковник моря Ахмад Ноер Тауфік (29 вересня 2016 р. – 2 грудня 2016 р.[43])
- Морський підполковник Юліус Азз Заенал (2 грудня 2016 р. – 20 лютого 2019 р.[44])
- Морський підполковник Ансорі (20 лютого 2019 р. – 3 квітня 2020 р.[45])
- Підполковник моря Хері Октавіан (3 квітня 2020 р. – чинний) (зник у 2021 році)